# Gulstrupig eremomela
Gulstrupig eremomela (Eremomela atricollis) är en fågel i familjen cistikolor inom ordningen tättingar.

## Utbredning och systematik
Fågeln förekommer i områden beväxta med brachystegia från Angola till sydöstra Kongo-Kinshasa och Zambia. Den behandlas som monotypisk, det vill säga att den inte delas in i några underarter.

## Status och hot
Arten har ett stort utbredningsområde, men tros minska i antal, dock inte tillräckligt kraftigt för att den ska betraktas som hotad. Internationella naturvårdsunionen IUCN listar arten som livskraftig (LC).

## Namn
Släktesnamnet Eremomela som också återspeglas i fåglarnas trivialnamn betyder "ökensång", efter grekiska eremos för "öken" och melos, "sång" eller "melodi".